# Геро II фон Хоенбург
Геро II фон Хоенбург (на немски: Gero II, Graf von Heunburg; † ок. 1220) е граф на Хоенбург в Каринтия.

## Произход
Той е син на граф Улрих I фон Хоенбург († ок. 1191) и съпругата му фон Малта, сестра на Валтер фон Малта. Брат е на Попо II фон Хоенбург († сл. 1191) и на граф Вилхелм III фон Малта и Лаас († ок. 1235). Внук е на Отвин фон Хоенбург и правнук на Попо I фон Хоенбург († сл. 1141) и праправнук на Вилхелм I фон Хоенбург и потомък на Геро I фон Хоенбург († 1072).

## Фамилия
Геро II фон Хоенбург се жени за Елизабет фон Ортенбург/Ортенбург († сл. 1240), дъщеря на имперски граф Рапото I фон Ортенбург († 1186) и графиня Елизабет фон Зулцбах († 1206), дъщеря на граф Гебхард III фон Зулцбах († 1188), (брат на византийската императрица Берта фон Зулцбах), и съпругата му Матилда († 1183), дъщеря на баварския херцог Хайнрих IX. Те имат децата:
- Вилхелм IV 'Млади' фон Малта и Лаас († 1250), граф на Малта и Лаас, женен за Елизабет († сл. 1256); родители на граф Улрих II фон Хоенбург († 1308)
- Улрих II фон Щернберг и Лаас († сл. 1269), граф на Щернберг и Лаас, женен за Катарина фон Пфанберг († 25 юли 1245), дъщеря на граф Улрих II фон Пфанберг († 1246/1249) и дъщерята (* 1191) на граф Ото I фон Лебенау
- Алберт фон Хоенбург и Лесах († сл. 1352), граф на Хоенбург и Лесах, капитулар в Пасау
- Валтер фон Малта († сл. 1229)
- Геро фон Хоенбург († сл. 1243), свещеник в „Св. Рупрехт“
- Елизабет фон Хоенбург († пр. 1254), омъжена на 28 януари 1239 г. за граф Херман I фон Ортенбург († 19 май 1265), син на граф Ото II фон Ортенбург († сл. 1197) и Бригида фон Ортенберг/Ортенбург († 1192/1197), която е сестра на майка ѝ Елизабет фон Ортенберг/Ортенбург († сл. 1240)